# 696 до н. е.

## Події
- Фригія зазнала поразки від кімерійців, її цар Мідас наклав на себе руки.
- Манасія став співправителем свого батька, царя Юдеї Єзекії.
- Давньогрецька колонія Аль-Міна зруйнована ассирійським царем Сінахерибом.
- Чжуан-ван став ваном Східної Чжоу

### Астрономічні явища
- 26 травня. Часткове сонячне затемнення.[1]
- 21 жовтня. Часткове сонячне затемнення.[1]
- 19 листопада. Часткове сонячне затемнення.[1]